# Minas Morgul
Minas Ithil (sindarsky Věž vycházejícího měsíce), později Minas Morgul (sindarsky Věž Černé magie), je město v Morgulském průsmyku, který umožňoval spojení Mordoru a Gondoru ve fiktivním světě Středozemi od britského spisovatele J. R. R. Tolkiena.

## Druhý věk
Po Pádu Númenoru přistáli Isildur a Anárion ve Středozemi a založili říši Gondor. Roku 3320 Druhého věku Isildur založil v Morgulském průsmyku Minas Ithil a zasadil zde Bílý strom. Jakmile se Sauron vrátil do Mordoru, zaútočil na město, dobyl je a Bílý strom spálil. Isildur unikl po Anduině do Arnoru a ponechal Gondor spravovat Anárionovi. Po porážce Saurona ve válce s Posledním spojenectvím bylo město obnoveno.

## Třetí věk
V roce 1980 Třetího věku se Černokněžný král Angmaru vrátil do Mordoru a roku 2000 s ostatními nazgûly město oblehl. Po dvouletém obléhání nakonec padlo do Sauronových rukou včetně palantíru v něm. Pán nazgûlů z města učinil své sídlo a bylo proto nazváno Minas Morgul. Roku 2050 sem vylákal a podle všeho zabil posledního gondorského krále Eärnura.
Během Války o Prsten z Minas Morgul vyšla vojska skřetů, která překročila Anduinu a posléze byla zničena v bitvě na polích Pelennoru. Po Sauronově porážce zůstalo Morgulské údolí opuštěné a město už nebylo znovu osídleno Gondorskými, protože tu ještě dlouho určitým způsobem přetrvávala zlá moc nazgûlů.